# Badia di Santa Maria a Susinana
La badia di Santa Maria Assunta di Rio Cesare si trova a Susinana, frazione del comune di Palazzuolo sul Senio.
Fu originariamente un complesso monastico dell'Ordine cluniacense; nella seconda metà dell'XI secolo divenne soggetto alle regole vallombrosane. 
La prima bolla papale che lo menziona, datata 1090, lo cita già come convento della comunità fondata da San Giovanni Gualberto.
Nel 1302 Maghinardo Pagani, già capitano del popolo e podestà di Faenza e di Imola e capitano del popolo di Forlì, lasciò scritto nel suo testamento di voler essere sepolto in abito Vallombrosano proprio nella chiesa del monastero. Allo scopo lasciò una cospicua donazione.
Nel 1808 il convento fu soppresso dai francesi. Con la Restaurazione fu ripopolato dalle monache domenicane della SS. Annunziata di Marradi. Le monache lo tennero fino al 1866 quando il convento fu soppresso definitivamente dalle leggi sull'eversione dell'asse ecclesiastico.

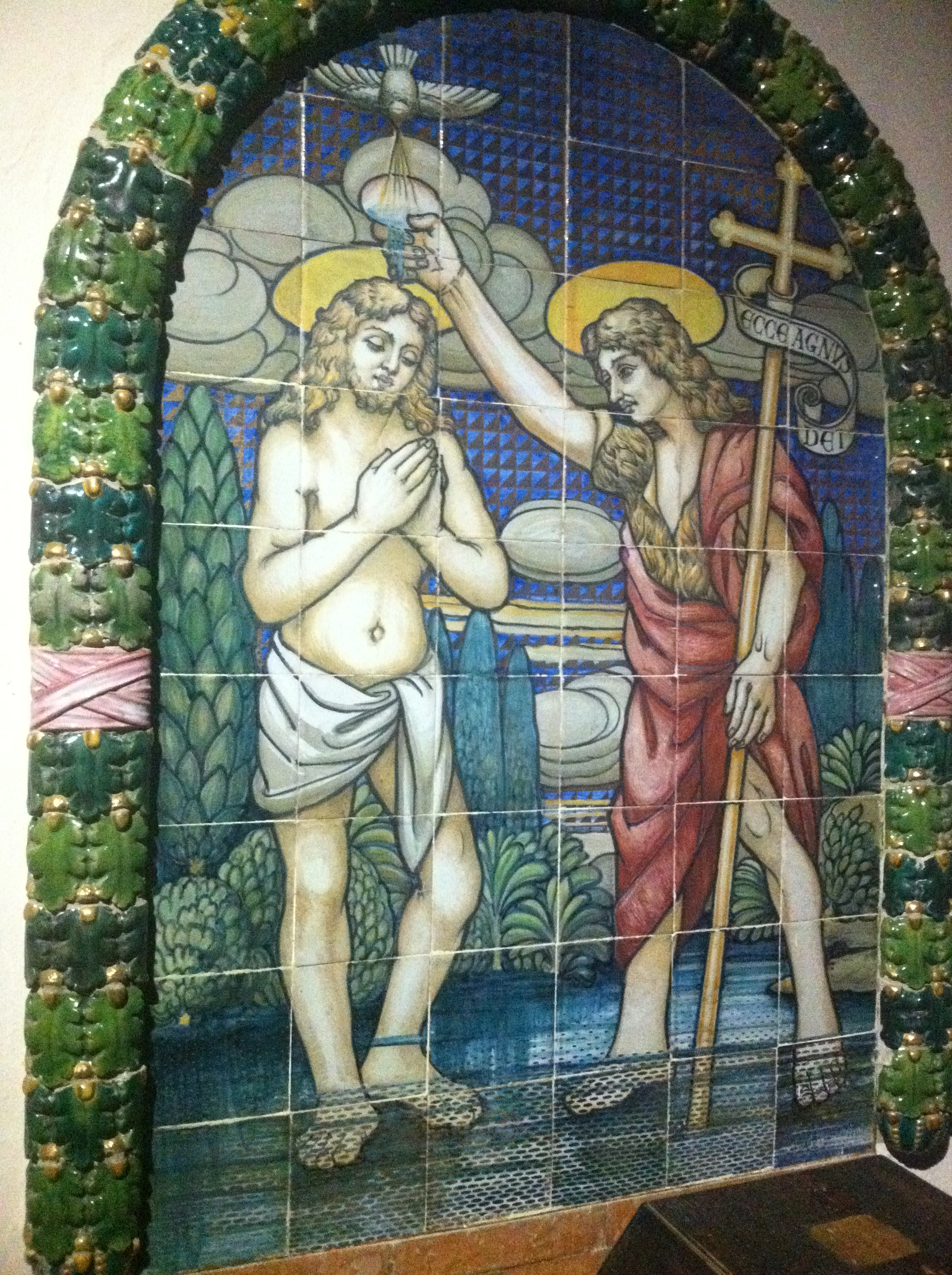
Manifattura Fornaci San Lorenzo, Battesimo di Cristo, Badia di Susinana

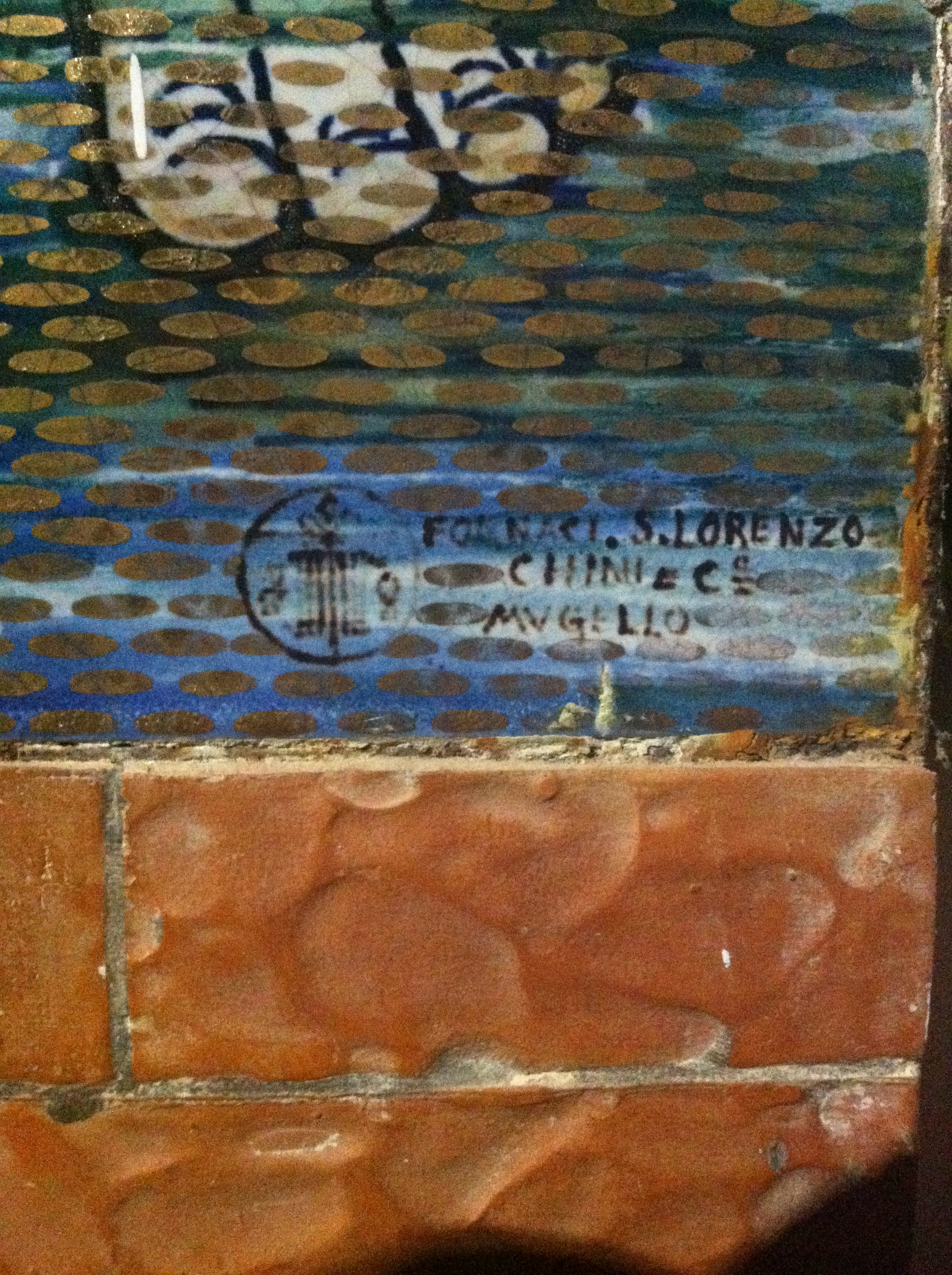
Marchio Fornaci San Lorenzo

## Descrizione
Distrutto una prima volta nel 1137, l'edificio monastico venne completamente trasformato nel XVII secolo, quando la chiesa venne elevata a prioria. In tale occasione venne ornata di pregevoli opere pittoriche (come la secentesca Madonna del Carmine di Jacopo Confortini) che oggi si trovano presso la parrocchiale di Palazzuolo. La badia è di proprietà privata.
Il complesso monastico fu edificato sulla riva sinistra del Senio, proprio nel punto in cui tale fiume riceve le acque del Rio Cesare, che costeggia la Badia stessa sul lato occidentale.

All'interno della chiesa si trovano tuttora il coro ligneo, datato 1771, e il fonte battesimale in ceramica, realizzato dalla Manifattura Fornaci San Lorenzo, ispirato a modelli classici del Rinascimento rielaborati in chiave moderna e Liberty, il cui disegno si deve per la tipologia del segno a Tito Chini come conferma anche il marchio della Manifattura Chini & C. - Mugello utilizzato dagli anni 1920 fino al 1940 e Luisa Chini Velan sostenendo una datazione al 1940 , periodo in cui egli era direttore artistico delle fornaci.